# Noms de Dieux

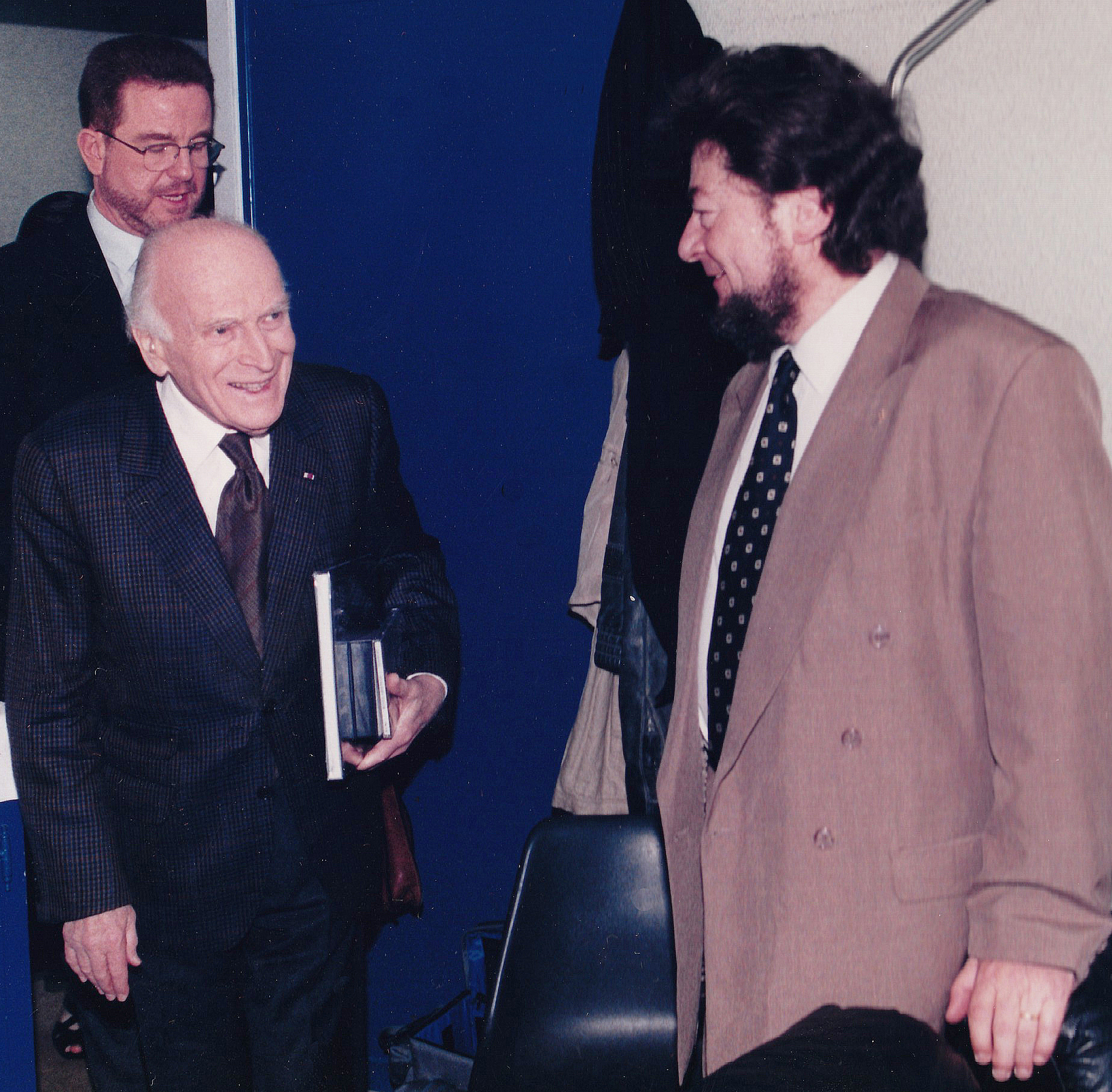
Edmond Blattchen invite Emmanuel Koch à rencontrer Yehudi Menuhin

Noms de dieux est une émission de télévision produite et diffusée par la télévision belge francophone de service public.
Proposée et présentée par Edmond Blattchen de 1992 à 2015, il s'agit d'entretiens de 55 minutes avec de grands noms de la pensée contemporaine. Les thèmes abordés sont principalement l’avenir, nos systèmes de valeurs morales, la religion, la philosophie, les opinions politiques des invités, leur vision de la vie, de la mort et des sociétés humaines en général. Ces sujets sont abordés généralement en partant de l'œuvre et du vécu des invités.
Après une brève présentation de l'invité par Edmond Blattchen, l'émission se compose de cinq  chapitres de 10 minutes  séparés par une ponctuation musicale :
- le titre : l'invité réécrit le titre de l'émission en fonction de ses opinions personnelles
- l’image : une image choisie au préalable par l'invité sert de base à une discussion qui s'étend rapidement sur des thèmes variés liés à l'histoire contemporaine
- la phrase : la citation d'un auteur, généralement connu, ouvre une nouvelle partie de l'entretien
- le symbole : le téléspectateur découvre un objet ou un symbole présenté par l'invité afin d'illustrer ses convictions
- le pari : l'émission se termine par la vision de l'avenir de l'invité

Une partie de ces entretiens a été publiée dès février 1999 dans la collection L'intégrale des entretiens Noms de dieux d'Edmond Blattchen, chez RTBF Liège et Alice éditions.
Le mardi 24 novembre 2015, Edmond Blattchen a terminé sa carrière avec l'enregistrement du 200e et dernier numéro de l'émission - elle fut diffusée le jeudi 10 décembre 2015.

## Décors et habillage
Le décor se limite à une table de verre ronde et à deux sièges dans un grand espace obscur éclairé par une batterie de projecteurs tantôt convergents, tantôt divergents.
La célèbre musique du générique et qui accompagne l'émission est un solo de piano de Sergeï Rachmaninov, l'Etude-Tableau Opus 33 n° 9 en ut dièse mineur. Il en existe de nombreuses versions, celle utilisée dans l'émission est de Vladimir Ovchinnikov.
Depuis la création de l'émission, le décor, la musique des génériques et la façon dont l'entretien est réalisé ont très peu changé : les variations se limitent essentiellement au graphisme du générique  en fonction des nouvelles possibilités techniques. L'habillage est resté fidèle à l'esthétique épurée des débuts de l'émission.

## Liste des invités
| N°  | Nom de l’invité                   | Date de diffusion | Activité                 | Livre paru chez RTBF Liège et Alice éditions                                                                       |
| --- | --------------------------------- | ----------------- | ------------------------ | --- |
| 1   | Bernard-Henri Lévy                | 14 janvier 1992   | philosophie              | |
| 2   | André Léonard                     | 11 février 1992   | religion                 | |
| 3   | Théodore Monod                    | 10 mars 1992      |                          | Théodore Monod : Enfants de la Terre, 17 avril 2000, 94 p. (ISBN 978-2-930182-31-5)                                |
| 4   | Jean Guitton                      | 7 avril 1992      | philosophie              | |
| 5   | Edgar Morin                       | 5 mai 1992        | sociologie               | Edgar Morin : Nul ne connaît le jour qui naîtra, vol. 20, 6 octobre 2000, 95 p. (ISBN 978-2930182384)              |
| 6   | Sœur Emmanuelle                   | 14 janvier 1993   | religion                 | Sœur Emmanuelle : L’Évangile des chiffonniers, 17 avril 2000, 90 p. (ISBN 978-2930182308)                          |
| 7   | Guy Haarscher                     | 21 janvier 1993   | philosophie              | |
| 8   | Mohammed Arkoun                   | 28 janvier 1993   |                          | |
| 9   | Pierre Chaunu                     | 4 février 1993    |                          | |
| 10  | André Comte-Sponville             | 11 février 1993   | philosophie              | André Comte-Sponville : Le gai désespoir, 12 mai 1999, 92 p. (ISBN 978-2930182124)                                 |
| 11  | Annick de Souzenelle              | 18 février 1993   | littérature              | Annick de Souzenelle : Le matin du septième jour, vol. 30, 12 avril 2002, 91 p. (ISBN 978-2930182186)              |
| 12  | Jacques Gaillot                   | 25 février 1993   | religion                 | |
| 13  | Alain Touraine                    | 4 mars 1993       |                          | Alain Touraine : Barbarie et progrès, 12 avril 2002, 96 p. (ISBN 978-2930182667)                                   |
| 14  | Henri Laborit                     | 11 mars 1993      | sciences                 | Henri Laborit : Comme l'eau qui jaillit, 6 octobre 2000, 94 p. (ISBN 978-2930182377)                               |
| 15  | Michel Barat                      | 25 mars 1993      | franc-maçonnerie         | Michel Barat : Mon voisin mon cousin mon frère, vol. 5, 12 mai 1999, 93 p. (ISBN 978-2930182117)                   |
| 16  | Gisèle Halimi                     | 8 juin 1993       | militantisme             | Gisèle Halimi : L'autre moitié de l'humanité, 19 janvier 2000, 91 p. (ISBN 978-2930182230)                         |
| 17  | Abbé Pierre                       | 8 septembre 1993  | religion                 | L'abbé Pierre : J'attendrai le plaisir du bon Dieu, vol. 12, 9 octobre 1999, 88 p. (ISBN 978-2930182193)           |
| 18  | Hubert Reeves                     | 6 octobre 1993    | science                  | Hubert Reeves : Les artisans du huitième jour, 17 avril 2000, 94 p. (ISBN 978-2930182209)                          |
| 19  | Paul Ricœur                       | 3 novembre 1993   | philosophie              | Paul Ricœur : L'unique et le singulier, vol. 13, 9 novembre 1999, 90 p. (ISBN 978-2930182216)                      |
| 20  | Godfried Danneels                 | 1er décembre 1993 | religion                 | Godfried Danneels : Nous sommes tous des orphelins, vol. 1, 9 février 1999, 88 p. (ISBN 978-2930182070)            |
| 21  | Bernard Kouchner                  | 12 janvier 1994   | politique                | |
| 22  | Amin Maalouf                      | 16 février 1994   | littérature              | |
| 23  | Eugen Drewermann                  | 16 mars 1994      |                          | |
| 24  | Georges Van Hout                  | 6 avril 1994      |                          | |
| 25  | Dalaï Lama                        | 11 septembre 1994 | philosophie              | S.S. Dalaï Lama : La compassion universelle, 12 mai 1999, 95 p. (ISBN 978-2930182131)                              |
| 26  | Albert Jacquard                   | 2 octobre 1994    | science                  | Albert Jacquard : L'homme est l'avenir de l'homme, 12 mai 1999, 94 p. (ISBN 978-2930182148)                        |
| 27  | Roger Garaudy                     | 6 novembre 1994   |                          | |
| 28  | Bartholomée Ier de Constantinople | 4 décembre 1994   | religion                 | |
| 29  | Elie Wiesel                       | 8 janvier 1995    | histoire                 | |
| 30  | Jean Bernard                      | 5 février 1995    |                          | |
| 31  | Arnaud Desjardins                 | 5 mars 1995       |                          | Arnaud Desjardins : La conversion intime, 17 avril 2000, 104 p. (ISBN 978-2930182292)                              |
| 32  | Pierre Mertens                    | 2 avril 1995      | littérature              | Pierre Mertens : Tout est feu, vol. 2, 9 février 1999, 92 p. (ISBN 978-2930182087)                                 |
| 33  | Léo Moulin                        | 28 mai 1995       |                          | |
| 34  | Yves Coppens                      | 10 septembre 1995 | science                  | |
| 35  | Jean-Yves Leloup                  | 4 octobre 1995    |                          | Jean-Yves Leloup : Si ma maison brûlait, j'emporterais le feu, 15 mai 2001, 95 p. (ISBN 978-2930182476)            |
| 36  | Anne Morelli                      | 12 novembre 1995  | science                  | |
| 37  | Barbara Hendricks                 | 10 décembre 1995  | arts                     | |
| 38  | Gabriel Ringlet                   | 14 janvier 1996   | religion                 | Gabriel Ringlet : La résistance intérieure, vol. 4, 9 février 1999, 94 p. (ISBN 978-2930182100)                    |
| 39  | Bernard Chouraqui                 | 11 février 1996   | psychiatrie              | |
| 40  | Jacques Testart                   | 10 mars 1996      |                          | |
| 41  | Faouzi Skali                      | 14 avril 1996     |                          | |
| 42  | Philippe Verhaegen                | 12 mai 1996       | communication            | |
| 43  | Jean Claude Bologne               | 20 septembre 1996 |                          | |
| 44  | Luc Ferry                         | 1er novembre 1996 | politique                | |
| 45  | Jean Ziegler                      | 22 novembre 1996  |                          | |
| 46  | Marie-France Botte                | 20 décembre 1996  |                          | |
| 47  | Pierre Harmel                     | 17 janvier 1997   | politique                | |
| 48  | Jean Baubérot                     | 21 février 1997   |                          | |
| 49  | Arthur Haulot                     | 23 mars 1997      |                          | |
| 50  | François Perin                    | 20 avril 1997     |                          | |
| 51  | Roland Rech                       | 25 mai 1997       | religion (bouddhisme)    | Roland Rech : Pousser le ciel avec la tête, la terre avec les genoux, 23 octobre 2001, 96 p. (ISBN 978-2930182636) |
| 52  | Danielle Mitterrand               | 28 septembre 1997 |                          | |
| 53  | Yehudi Menuhin                    | 19 octobre 1997   | musique                  | Yehudi Menuhin : L'âme et l'archet, 23 octobre 2001, 96 p. (ISBN 978-2930182629)                                   |
| 54  | Ilya Prigogine                    | 23 novembre 1997  | science                  | Ilya Prigogine : De l'être au devenir, vol. 3, 9 février 1999, 89 p. (ISBN 978-2930182094)                         |
| 55  | Tariq Ramadan                     | 21 décembre 1997  | religion                 | |
| 56  | Henry Bauchau                     | 18 janvier 1998   | arts                     | Henry Bauchau : La blessure qui guérit, 9 novembre 1999, 90 p. (ISBN 978-2930182162)                               |
| 57  | Marek Halter                      | 15 février 1998   |                          | |
| 58  | Michel Beaud                      | 15 mars 1998      |                          | |
| 59  | Pierre de Locht                   | 12 avril 1998     |                          | |
| 60  | Jean-Paul Guetny                  | 17 mai 1998       | religion                 | |
| 61  | Christian de Duve                 | 20 septembre 1998 | science                  | |
| 62  | Federico Mayor                    | 25 octobre 1998   |                          | |
| 63  | Jean Vanier                       | 22 novembre 1998  |                          | |
| 64  | Julos Beaucarne                   | 20 décembre 1998  | arts                     | |
| 65  | Jacques Sojcher                   | 21 février 1999   |                          | |
| 66  | Colette Nys-Mazure                | 21 mars 1999      |                          | Colette Nys-Mazure : Les ombres et les jours, vol. 9, 25 août 1999, 96 p. (ISBN 978-2930182155)                    |
| 67  | Jean-Marie Pelt                   | 3 octobre 1999    | science                  | Jean-Marie Pelt : La vie est mon jardin, 6 octobre 2000, 95 p. (ISBN 978-2930182391)                               |
| 68  | David Susskind                    | 24 octobre 1999   | arts                     | |
| 69  | Lise Thiry                        | 21 novembre 1999  |                          | |
| 70  | Jean Delumeau                     | 19 décembre 1999  |                          | |
| 71  | Denys Rinpoché                    | 9 janvier 2000    |                          | |
| 72  | François Cavanna                  | 13 février 2000   | humour bédéiste          | François Cavanna : Le pari de vivre, 15 février 2001, 94 p. (ISBN 978-2930182469)                                  |
| 73  | Marie Balmary                     | 13 mars 2000      |                          | Marie Balmary : Je serai qui je serai : exode 3.14, 1er mai 2003, 90 p. (ISBN 978-2930182605)                      |
| 74  | Catherine Clément                 | 9 avril 2000      |                          | Catherine Clément : Éprouver mais n'en rien savoir, 6 octobre 2000, 94 p. (ISBN 978-2930182360)                    |
| 75  | Soheib Bencheikh                  | 16 mai 2000       |                          | |
| 76  | Trinh Xuan Thuan                  | 10 septembre 2000 |                          | Trinh Xuan Thuan : L'arpenteur du cosmos, 15 mai 2001, 94 p. (ISBN 978-2930182490)                                 |
| 77  | Christiane Singer                 | 8 octobre 2000    |                          | Christiane Singer : L'alliance sacrée, 22 mai 2001, 88 p. (ISBN 978-2930182483)                                    |
| 78  | Paul Danblon                      | 12 novembre 2000  |                          | |
| 79  | Adolphe Gesché                    | 10 décembre 2000  |                          | |
| 80  | Ysé Tardan-Masquelier             | 12 janvier 2001   | religion (bouddhisme)    | |
| 81  | Marie de Hennezel                 | 9 février 2001    |                          | Marie de Hennezel : Croître jusqu'au dernier moment, 23 octobre 2001, 96 p. (ISBN 978-2930182612)                  |
| 82  | Jacques Pohier                    | 9 mars 2001       | religion (christianisme) | |
| 83  | Léon Cassiers                     | 13 avril 2001     |                          | |
| 84  | Antoinette Spaak                  | 11 mai 2001       | politique                | |
| 85  | Michel Onfray                     | 14 septembre 2001 | philosophie              | |
| 86  | Jacques Rifflet                   | 12 octobre 2001   |                          | Jacques Rifflet : Plus est en nous, 12 avril 2002, 93 p. (ISBN 978-2930182438)                                     |
| 87  | Charles Carrère                   | 9 novembre 2001   |                          | |
| 88  | Jean-Marie Muller                 | 14 décembre 2001  |                          | |
| 89  | Sylvie Germain                    | 11 janvier 2002   |                          | Sylvie Germain : Le vent ne peut être mis en cage, 12 avril 2002, 91 p. (ISBN 978-2930182179)                      |
| 90  | Axel Kahn                         | 15 février 2002   |                          | |
| 91  | Marc de Smedt                     | 8 mars 2002       |                          | |
| 92  | Albert Guigui                     | 12 avril 2002     | religion                 | |
| 93  | Bichara Khader                    | 10 mai 2002       |                          | |
| 94  | Daniel Sibony                     | 3 octobre 2002    |                          | |
| 95  | François Houtart                  | 31 octobre 2002   |                          | |
| 96  | André Glucksmann                  | 28 novembre 2002  |                          | |
| 97  | Jacqueline Kelen                  | 26 décembre 2002  |                          | |
| 98  | Malek Chebel                      | 23 janvier 2003   |                          | |
| 99  | Pierre Somville                   | 27 février 2003   | littérature              | |
| 100 | Place aux jeunes                  | 27 mars 2003      |                          | |
| 101 | Jean-Claude Guillebaud            | 24 avril 2003     |                          | |
| 102 | Aloys Jousten                     | 25 septembre 2003 | religion                 | |
| 103 | Abdel Rahman El Bacha             | 16 octobre 2003   |                          | |
| 104 | Leila Babes                       | 19 novembre 2003  |                          | |
| 105 | Riccardo Petrella                 | 17 décembre 2003  |                          | |
| 106 | Guy Gilbert                       | 14 janvier 2004   | religion                 | |
| 107 | Roger Lallemand                   | 19 février 2004   |                          | |
| 108 | Jacques Brosse                    | 15 avril 2004     |                          | |
| 109 | Marc-Alain Ouaknin                | 6 mai 2004        |                          | |
| 110 | Lytta Basset                      | 3 juin 2004       |                          | |
| 111 | Bernard Foccroulle                | 23 septembre 2004 | musique                  | |
| 112 | Bernard Besret                    | 4 novembre 2004   |                          | |
| 113 | Clémentine Faïk                   | 25 novembre 2004  | littérature              | |
| 114 | Khaled Bentounès                  | 23 décembre 2004  | religion (soufisme)      | |
| 115 | Isabelle Stengers                 | 16 février 2005   | science                  | |
| 116 | Maurice Bellet                    | 17 avril 2005     |                          | |
| 117 | Boris Cyrulnik                    | 15 mai 2005       |                          | |
| 118 | Éric-Emmanuel Schmitt             | 2 octobre 2005    | littérature              | |
| 119 | Philippe Grollet                  | 20 novembre 2005  |                          | |
| 120 | Patrick Declerck                  | 4 décembre 2005   |                          | |
| 121 | Jeremy Narby                      | 15 janvier 2006   |                          | |
| 122 | Simone Susskind                   | 12 février 2006   | arts                     | |
| 123 | Jacques Verges                    | 12 mars 2006      | droit                    | |
| 124 | Jacques Van der Biest             | 23 avril 2006     |                          | |
| 125 | Jérôme Clément                    | 21 mai 2006       |                          | |
| 126 | Matthieu Ricard                   | 19 septembre 2006 | philosophie              | |
| 127 | Bernard Tirtiaux                  | 17 octobre 2006   |                          | |
| 128 | Benoîte Groult                    | 14 novembre 2006  |                          | |
| 129 | Philippe de Woot                  | 12 décembre 2006  |                          | |
| 130 | Françoise Gange                   | 9 janvier 2007    |                          | |
| 131 | Élie Barnavi                      | 20 mars 2007      |                          | |
| 132 | Abdelwahab Meddeb                 | 17 avril 2007     |                          | |
| 133 | Frédéric Lenoir                   | 8 mai 2007        | philosophie              | |
| 134 | Pie Tshibanda                     | 18 septembre 2007 |                          | |
| 135 | Marcel Otte                       | 16 octobre 2007   |                          | |
| 136 | Alain Hubert                      | 6 novembre 2007   | science                  | |
| 137 | Jean-François Kahn                | 4 décembre 2007   |                          | |
| 138 | Sébastien de Fooz                 | 26 février 2008   |                          | |
| 139 | Charles Rojzman                   | ]01/04/2008       |                          | |
| 140 | Daniel Cohn-Bendit                | 29 avril 2008     | politique                | |
| 141 | Caroline Fourest                  | 27 mai 2008       |                          | |
| 142 | Jacques Salomé                    | 9 septembre 2008  |                          | |
| 143 | Leïla Shahid                      | 7 octobre 2008    |                          | |
| 144 | François Emmanuel                 | 11 novembre 2008  |                          | |
| 145 | Rony Brauman                      | 2 décembre 2008   |                          | |
| 146 | Thierry Verhelst                  | 13 janvier 2009   | religion                 | |
| 147 | Thierry Janssen                   | 10 février 2009   |                          | |
| 148 | Stéphane Hessel                   | 10 mars 2009      |                          | |
| 149 | Jean-Pierre Luminet               | 28 avril 2009     |                          | |
| 150 | Pierre Kroll                      | 9 juin 2009       | littérature              | |
| 151 | Amélie Nothomb                    | 22 septembre 2009 | littérature              | |
| 152 | Jôshin Bachoux                    | 20 octobre 2009   | religion (bouddhisme)    | |
| 153 | Hervé Hasquin                     | 17 novembre 2009  | politique                | |
| 154 | Jean-Pierre Otte                  | 15 décembre 2009  |                          | |
| 155 | Florence Aubenas                  | 9 mars 2010       | journalisme              | |
| 156 | Tareq Oubrou                      | 23 mars 2010      |                          | |
| 157 | Pierre-François de Bethune        | 20 avril 2010     |                          | |
| 158 | Olivier Todd                      | 8 juin 2010       |                          | |
| 159 | Didier van Cauwelaert             | 21 septembre 2010 | littérature              | |
| 160 | Mark Eyskens                      | 19 octobre 2010   | politique                | |
| 161 | Tim Guénard                       | 7 décembre 2010   |                          | |
| 162 | Susan George                      | 18 janvier 2011   |                          | |
| 163 | Alexandre Lacroix                 | 15 février 2011   |                          | |
| 164 | Jean d’Ormesson                   | 8 mars 2011       | littérature              | |
| 165 | Maggy Barankitse                  | 19 avril 2011     |                          | |
| 166 | Éric Domb                         | 2 octobre 2011    | entreprise               | |
| 167 | Pierre Rabhi                      | 30 octobre 2011   |                          | |
| 168 | Nancy Huston                      | 27 novembre 2011  | littérature              | |
| 169 | Fabrice Midal                     | 18 décembre 2011  |                          | |
| 170 | Slimane Zeghidour                 | 29 janvier 2012   |                          | |
| 171 | Patrick Roegiers                  | 26 février 2012   |                          | |
| 172 | Henri Gougaud                     | 29 avril 2012     |                          | |
| 173 | Jean-Claude Carrière              | 3 juin 2012       | écriture                 | |
| 174 | Isabelle Aubret                   | 30 septembre 2012 | chanson                  | |
| 175 | Armel Job                         | 28 octobre 2012   |                          | |
| 176 | Nicole Malinconi                  | 25 novembre 2012  |                          | |
| 146 | Thierry Verhelst                  | 23/12/2012        |                          | |
| 177 | Chantal Delsol                    | 27 janvier 2013   |                          | |
| 178 | Christian Bobin                   | 20 février 2013   | littérature              | |
| 179 | Herman Van Rompuy                 | 31 mars 2013      | politique                | |
| 180 | Jean Soler                        | 26 avril 2013     |                          | |
| 181 | Armand Veilleux                   | 29 septembre 2013 | religion (catholicisme)  | |
| 182 | José Le Roy                       | 27 octobre 2013   |                          | |
| 183 | Claude Javeau                     | 24 novembre 2013  | sociologie               | |
| 184 | Marie-Esméralda de Belgique       | 22 décembre 2013  | politique                | |
| 185 | Julia Kristeva                    | 26 janvier 2014   |                          | |
| 186 | Lydie Dattas                      | 25 février 2014   |                          | |
| 187 | Isabelle Autissier                | 20 mars 2014      |                          | |
| 188 | Raphaël Enthoven                  | 22 avril 2014     | philosophie              | |
| 189 | Alexandre Romanès-Bouglione       | 13 septembre 2014 | spectacle                | |
| 190 | Thomas Gergely                    | 11 octobre 2014   |                          | |
| 191 | Reza                              | 15 novembre 2014  |                          | |
| 192 | Stéphanie Janicot                 | 13 décembre 2014  |                          | |
| 193 | Lucien François                   | 31 janvier 2015   |                          | |
| 194 | Karima Berger                     | 28 février 2015   | littérature              | |
| 195 | Jacques Vigne                     | 29 mars 2015      |                          | |
| 196 | Robert Stéphane                   | 25 avril 2015     | média                    | |
| 197 | Paul Jorion                       | 3 septembre 2015  | sociologie               | |
| 198 | Jean-Michel Hirt                  | 1er octobre 2015  | psychanalyse             | |
| 199 | Marion Muller-Colard              | 13 novembre 2015  |                          | |
| 200 | Latifa Ibn Ziaten                 | 10 décembre 2015  |                          | |